# CFU Club Shield
Der CFU Club Shield (bis 2023 CONCACAF Caribbean Shield) ist ein seit 2018 jährlich ausgetragener und von der CONCACAF bzw. deren Unterorganisation der Caribbean Football Union (CFU) organisierter Fußball-Vereinswettbewerb für die Mitgliedsverbände, die nicht am Caribbean Cup teilnehmen und deren Klubs die von der CONCACAF festgelegten professionellen Lizenzkriterien nicht erfüllen. Teilnahmeberechtigt sind in der Regel die nationalen Meister. Der Wettbewerb dient hauptsächlich zur Ermittlung der Teilnehmer am Caribbean Cup, für den sich der Sieger und der Finalist qualifizieren.

## Modus
Aktuell teilt sich der Wettbewerb in eine Gruppenphase mit vier Gruppen à 4 Teams, in der in den Gruppen einmal Jeder gegen Jeden spielt und einer anschließenden K.-o.-Runde. Für diese qualifizieren sich die vier Gruppensieger, die dann in Halbfinale und Finale an einem neutralen Ort ausgespielt wird.

## Die Endspiele und Sieger
| 2018 | Dominikan. Republik | Club Franciscain                   | 2:1                                | Inter Moengotapoe                  | Real Rincon                        | 3:1                                | SV Deportivo Nacional              |
| 2019 | Curaçao             | SV Robinhood                       | 1:0                                | Club Franciscain                   | Weymouth Wales CRKSV Jong Holland  |                                    | Kein Spiel um Platz 3              |
| 2020 | Curaçao             | Wegen der Corona-Pandemie abgesagt | Wegen der Corona-Pandemie abgesagt | Wegen der Corona-Pandemie abgesagt | Wegen der Corona-Pandemie abgesagt | Wegen der Corona-Pandemie abgesagt | Wegen der Corona-Pandemie abgesagt |
| 2021 | Curaçao             | Wegen der Corona-Pandemie abgesagt | Wegen der Corona-Pandemie abgesagt | Wegen der Corona-Pandemie abgesagt | Wegen der Corona-Pandemie abgesagt | Wegen der Corona-Pandemie abgesagt | Wegen der Corona-Pandemie abgesagt |
| 2022 | Puerto Rico         | Puerto Rico Bayamón                | 2:1 n. V.                          | Inter Moengotapoe                  | AS Gosier                          | 2:0                                | CRKSV Jong Holland                 |
| 2023 | St. Kitts und Nevis | SV Robinhood                       | 5:1                                | Golden Lion FC                     | Club Sando FC                      | 6:1                                | Metropolitan FA                    |
| 2024 | Curaçao             | Arnett Gardens FC                  | 1:0                                | Grenades FC                        | Atlético Pantoja                   | 1:1 9:8 i. E.                      | Dublanc FC                         |
| 2025 | Trinidad und Tobago | Moca FC                            | 3:2                                | Weymouth Wales                     | Club Franciscain                   | 2:0                                | Academy Eagles                     |

## Ranglisten
| Rang | Verein              | Titel | Jahr(e)    | Finale |
| ---- | ------------------- | ----- | ---------- | ------ |
| 1    | SV Robinhood        | 2     | 2019, 2023 | 2      |
| 2    | Club Franciscain    | 1     | 2018       | 2      |
| 3    | Arnett Gardens FC   | 1     | 2024       | 1      |
|      | Moca FC             | 1     | 2025       | 1      |
|      | Puerto Rico Bayamón | 1     | 2022       | 1      |
| 6    | Inter Moengotapoe   |       |            | 2      |
| 7    | Golden Lion FC      |       |            | 1      |
|      | Grenades FC         |       |            | 1      |
|      | Weymouth Wales      |       |            | 1      |

| Rang | Land                    | Titel | Finale |
| ---- | ----------------------- | ----- | ------ |
| 1    | Suriname                | 2     | 4      |
| 2    | Martinique              | 1     | 3      |
| 3    | Dominikanische Republik | 1     | 1      |
|      | Jamaika                 | 1     | 1      |
|      | Puerto Rico             | 1     | 1      |
| 6    | Antigua und Barbuda     |       | 1      |
|      | Barbados                |       | 1      |